# تشاد سالزبوري
تشاد سالزبوري (بالإنجليزية: Chad Salisbury) هو لاعب كرة قدم أمريكية أمريكي، ولد في 21 يوليو 1976 في بيريوبوليس في الولايات المتحدة.